# Huaceae
Huaceae, biljna porodica u redu ceceljolike (Oxalidales). Sastoji se od četiri vrsta drveća i grmova unutar dva priznata roda, Hua, s vrstom Hua gabonii i Afrostyrax, s tri vrste A. kamerunensis, A. lepidophyllus i A. macranthus.
Sve četiri vrste ove porodice karakterizira kora sa jakim mirisom češnjaka pa su često nazivana “stabla divljeg luka”
Cijela porodica rasprostranjena je u nekoliko država uz Gvinejski zaljev; opisana je u Revue international de botanique appliquée et d'agriculture tropicale 27: 28. 1947.